# Karadigere, Tumkur
Karadigere là một làng thuộc tehsil Tumkur, huyện Tumkur, bang Karnataka, Ấn Độ.